# Eringaburg
Die Eringaburg ist eine eisenzeitliche Wallanlage, die sich bei Ammensen südlich von Delligsen im Landkreis Holzminden auf einem Ausläufer des Hils befindet. Volkstümlich ist sie auch als Hünenburg bei Ammensen bekannt.

## Beschreibung
Der nach Osten weisende Bergsporn bietet durch steile Hänge im Süden und Osten einen natürlichen Schutz vor Angreifern, so dass die Befestigungsanlage das Plateau durch ein ca. 300 m langes bogenförmiges Wall-Graben-System nach West/Nordwest hin schützen konnte. Im dichten Buchenwald ist heute vor allem der bis zu 2 m tiefe Graben gut auszumachen.

## Name
Der Name Eringaburg taucht erstmals in der großen Grenzbeschreibung des Bistums Hildesheim auf, die Bischof Bernward 1007 in Auftrag gab: ... et per rubram Leke in montem Salteri [der Selter]; „de Salteri vero usque 'Eringabrug', inde Hilisesgroue“ [die Hilsmulde] „et sic in Bokle“ [unklar, vielleicht ein Buchenhochwald]; ... (nach Bernhard Engelke 1934). Laut dem Historiker Georg Schnath lässt der Name eine altsächsische Anlage erwarten, „nämlich die Volksburg des (ostfälischen) Aringos, der sich von Brüggen über Freden und Föhrste im Leinetal ausdehnte und für dessen 'Mark' der Ort Garzen durch die Corveyer Schenkungsverzeichnisse belegt ist.“ Die Eringaburg wäre somit die Burg des Gaues Aringo.
Diese Deutung ist durch neue Forschungen vom Archäologen Erhard Cosack 2008 widerlegt worden. Schnath wies 1925 selbst darauf hin, dass das Wort „Eringabrug“ (sic!) auch anders gedeutet werden kann als der Name eines Burgplatzes. Überzeugende Belege für seine Deutung führte er nicht an. Der Name „Eringaburg“ kann daher als seiner Fantasie entsprungen gedeutet werden.
In der Grenzbeschreibung des Hils im Erbregister von Greene Ende des 16. Jahrhunderts wird sie folgendermaßen erwähnt: Beim Kleygrundt „fenget der von Steinberg Holz boven den Duestern Thale an, und erstrecket sich bis unter die ammenser Burg, die ammenser Burgk entlangk bis an das Wenserburgk.“

## Erforschung
Die Befestigungsanlage und ihre Umgebung wurden 2003 von der Bezirksarchäologie Hannover des Niedersächsischen Landesamtes für Denkmalpflege archäologisch untersucht. Dabei wurden vier Schnitte durch den Wallgraben geführt. Darin wurden keine Stein- oder Holzelemente gefunden. Der ursprünglich 2,50 m hohe Wall und der dazugehörige Graben seien aber neuzeitlich überprägt worden. Ihr Aufbau sei typisch für die Latènezeit. Mauerreste oder andere Hinweise auf eine Untergliederung der 4,1 ha großen gesicherten Burgfläche seien nicht aufgefunden worden; vor- oder frühgeschichtliche Fundhorizonte fehlen vollständig. Daraus sei zu schließen, dass die Befestigungsanlage nicht oder nur sehr selten genutzt wurde.
Bei der Prospektion wurden zahlreiche neuzeitliche Artefakte aufgefunden. Die im Jahr 1956 aufgefundenen, möglicherweise mittelalterlichen Gefäßscherben seien keinem Fundhorizont zuzuordnen und somit für die Forschung ungeeignet.